# Fisher (Louisiana)
Fisher è un comune degli Stati Uniti d'America, situato nello Stato della Louisiana, in particolare nella parrocchia di Sabine.